# Australoschendyla capensis
Australoschendyla capensis är en mångfotingart som beskrevs av Jones 1996. Australoschendyla capensis ingår i släktet Australoschendyla och familjen småjordkrypare. Inga underarter finns listade i Catalogue of Life.